# Беллано

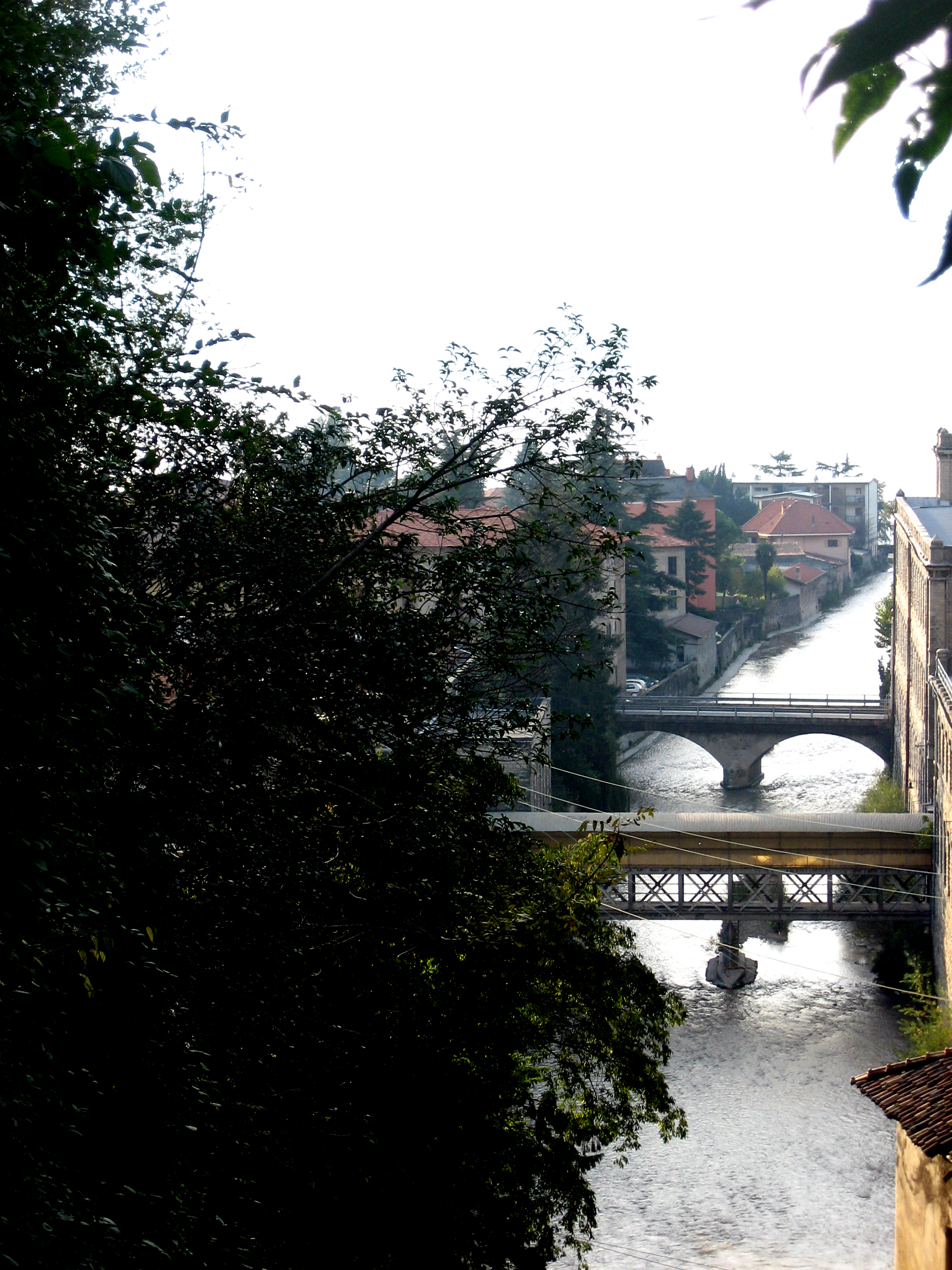

Беллано (італ. Bellano) — муніципалітет в Італії, у регіоні Ломбардія, провінція Лекко.
Беллано розташоване на відстані близько 530 км на північний захід від Рима, 70 км на північ від Мілана, 24 км на північ від Лекко.
Населення — 3248 осіб (2014).
Щорічний фестиваль відбувається 28 липня. Покровитель — Nazzaro.

## Демографія
Населення за роками:

Станом на 1 січня 2023 року в муніципалітеті офіційно проживав 171 іноземець з 36 країн, серед них 53 громадяни країн Євросоюзу та 12 громадян України.

## Сусідні муніципалітети
- Дервіо
- Парласко
- Перледо
- Сан-Сіро
- Вендроньо